# Johannes Vitéz
Johannes Vitéz (Zredna, 1408 - Esztergom, 8 augustus 1472). Zijn naam is in het Hongaars: Zrednai Vitéz János, Kroatisch: Ivan Vitez od Sredne en in het Slowaaks: Ján Vitéz zo Sredny. Vitéz was een 15e-eeuwse Hongaars-Kroatisch humanist, latijnist, mecenas, diplomaat, wiskundige, astroloog en astronoom. Hij diende als aartsbisschop van Esztergom en Primaat van Hongarije tussen 1465 en zijn dood in 1472.

## Vroege levensjaren
Vitéz werd geboren in het dorp Zredna in de buurt van de Kroatische stad Križevci (Hongaars: Köros) in een Hongaars-Kroatische familie, die al banden had met het Hongaarse hof. Het Koninkrijk Hongarije was sinds het begin van de twaalfde eeuw in personele unie verbonden met het Koninkrijk Kroatië. Zijn moeders familie kwam van origine uit het Koninkrijk Bosnië en zijn vaders familie uit het historische Pilis (comitaat), later onderdeel van het comitaat Pest-Pilis-Solt-Kiskun. Zijn vader was de hofsecretaris van de toenmalige Stadhouder van Zevenburgen, Johannes Hunyadi tussen 1446 en 1452.
Qua studiestad koos Vitéz Wenen uit, waar hij op de universiteit de studie Rechtswetenschappen afrondde en kennis opdeed in diverse wetenschappen, waaronder fysica, astronomie en alchemie. Deze kennis deed hij op door zijn contacten met andere 15e-eeuwse humanisten. In de Kanselarij van koning Sigismund van Hongarije maakte hij waarschijnlijk kennis met de grote Italiaanse humanist, staatsman en pedagoog Pier Paolo Vergerio de Oudere. Vitéz zelf was rond 1437 de kanunnik van Zágráb en zorgde in deze rol voor een verbetering van contacten tussen het toen bloeiende centrum van wetenschappen en cultuur op het Italiaans schiereiland en de Kroatische hoofdstad. Later deed hij hetzelfde voor Hongarije en de bloeiende Italiaanse stadstaten, zoals de Republiek Venetië. Tussen het in personele unie met Hongarije verkerende Kroatië en die stadstaat ligt enkel de smalle Adriatische Zee. Over land waren het zelfs buurlanden die gedeeltelijk zelfs eerder aan Kroatië hadden toebehoord.

## Latere levensjaren
Aansluitend werd hij de docent van de latere renaissancekoning van Hongarije Matthias Corvinus. In 1445 werd hij beroepen om Bisschop van Várad te worden. Die stad ligt in Partium, ongeveer in het midden van het toenmalige koninkrijk. Várad werd onder zijn leiding een humanistisch bolwerk en nodigde veel christelijk humanisten uit in de stad, waaronder de Poolse humanist Gregorius van Sanok. Van Sanok was professor aan de Universiteit van Krakau, filosoof en aartsbisschop van Lwów. Naast Van Sanok nodigde Vitéz meerdere Duitse en Poolse humanisten uit. Verder was hij een verzamelaar van boeken en stichtte er een bibliotheek.
Onder het bestuur van koning Matthias heeft hij meerdere functies bekleed, waaronder die van diplomaat. Als diplomaat had natuurlijk in zijn eerdere leven veel ervaring op gedaan. Daarna was hij ook de hoogste kanselier van de eerder genoemde koning. 
De functie van Bisschop van Várad behield hij tot 1465. In het laatst genoemde jaar werd hij gepromoveerd tot Aartsbisschop van Esztergom en tot Primaat van Hongarije. Bij deze promotie nam hij ook de eerder genoemde bibliotheek mee naar Esztergom, die daar tegenwoordig nog te vinden is. 
In de functie van Aartsbisschop van Esztergom en Primaat van Hongarije was hij een van de grondleggers van het door de koning bewerkstelligde en door Paus Paulus II gestichte Universitas Istropolitana in het westen van het toenmalige Koninkrijk gelegen Pozsony. Deze middeleeuwse universiteit was de derde in dat koninkrijk (of de vierde als Kroatië wordt meegerekend). Samen met zijn neefje, de humanist en bisschop van Pécs Janus Pannonius, waren zij de grondleggers van de universiteit. 
Vitéz schreef en sprak uitstekend Latijn en had een grote rol in het netwerk van internationale humanisten aan het hof van koning Matthias. Hij was erg geïnteresseerd in natuurwetenschappen, promootte de vakgebieden van astronomie en astrologie en liet een sterrenwacht aanleggen in Esztergom, waar hij zelf ook onderzoek deed. Door zijn vele pionierswerk op het gebied van contact leggen tussen Hongarije (inclusief het toen daarmee verbonden Kroatië) met humanisten uit andere landen, wordt hij ook wel de "Vader van de Hongaarse renaissance" genoemd.

Doordat hij een opstand begon tegen koning Matthias in de jaren 1471-1472 verloor hij al zijn landgoederen en privileges. Mede hierdoor werd hij ziek en stief hij in het jaar 1472 te Esztergom. In die plaats werd een monument voor hem opgericht, wegens zijn vele bijdragen aan het nationale belangen van de toenmalige Koninkrijken Hongarije en Kroatië in de 15e eeuw. 